# Lasioglossum brevizona
Lasioglossum brevizona är en biart som först beskrevs av Raymond Benoist 1962.  Lasioglossum brevizona ingår i släktet smalbin, och familjen vägbin. Inga underarter finns listade i Catalogue of Life.